# Carl-Magnus Larsson
Carl-Magnus Larsson, född 1951, är en svensk strålskyddsfysiker och tidigare generaldirektör.

## Biografi
Larsson studerade kemi och biologi och disputerade 1980 på en avhandling om detaljer i fotosyntesen hos grönalger, och blev 1984 docent vid institutionen för fysiologisk botanik vid Stockholms universitet. 1993 gick han över till den dåvarande strålskyddsmyndigheten SSI där han arbetade med miljö- och radiologiska aspekter av kärnkraft.  Han var även generaldirektör en kortare tid.
Under tiden 2000-2007 var han koordinator för två EU-projekt FASSET (Framework for Assessment of Environmental Impact) och ERICA (Environmental Risk from Ionising Contaminants: Assessment and Management) där man utvecklat strategier och verktyg för att kvantifiera och hantera risker från radioaktivitet i miljön.
I mars 2010 tillträdde han tjänsten som generaldirektör för den Australiska strålskyddsmyndigheten ARPANSA (Australian Radiation Protection and Nuclear Safety Agency), en tjänst som han innehade fram till mars 2022.
Han var Australiens representant i FN:s vetenskapliga kommitté för atomstrålningens verkningar (UNSCEAR) 2010-2016. Han är sedan 2005 medlem av ICRP - International Committee on Radiation Protection, och har varit ledamot i OECD/NEA RWMC - Radioactive Waste Management Committee (Kommittén för hantering av radioaktivt avfall).